# شهدخوار آتشین
شهدخوار آتشین (نام علمی: Aethopyga flagrans) نام یک گونه از تیره شهدخواران است. این گونه بوم‌زاد فیلیپین می‌باشد. زیستگاهش جنگل است.